# 塞莫爾 (德克薩斯州)
塞莫爾（英語：Seymour）是一個位於美國德克薩斯州貝勒縣的城市。根據2010年美國人口普查，該地共人口2740人，而該地的面積約為7.60平方千米。同時該地也是貝勒縣的縣治。

## 地理
塞莫爾的座標為30°35′39″N 99°15′37″W / 30.59417°N 99.26028°W，而該地的平均海拔高度為393米（即1289英尺）。